# Nucăreni
Nucăreni è un comune della Moldavia situato nel distretto di Telenești di 1.065 abitanti al censimento del 2004.